# Alchemilla acutidens
Alchemilla acutidens es una especie de planta del género Alchemilla, perteneciente a la familia Rosaceae.

## Taxonomía
Alchemilla acutidens fue descrita por Buser en 1894.

## Distribución
Se encuentra en el territorio de Francia y Gran Bretaña.